# 焦廷標
焦廷標（1924年8月25日—2018年11月7日），出生於中國江蘇省江陰縣，台灣企業家，為華新麗華集團的創辦人，已故華新麗華集團榮譽董事長。因股票操盤眼光精準，有「焦師傅」的稱號。

## 生平
因為戰亂，焦廷標在15歲就離開學校，開始工作。1933年，其表妹夫孫法民在天津開辦永光電線廠。在國共內戰時期，孫法民先將永光電線廠遷到上海，後轉至台灣；焦廷標隨後也到達上海，曾在上海股票市場中工作，後經其表姐介紹，進入永光電線廠工作。1948年，焦廷標來到台灣。1950年，永光電線廠停辦。焦廷標與孫法民、李玉田、李鴻文等「河北幫」商人，聯合創辦太平洋電線製造廠，隨後改組為太平洋電線電纜公司。焦廷標在工廠中由基層工作做起，孫法民曾送他到日本，學習日本經營方法與最新技術。
以太平洋電線電纜公司為核心，孫法民等人開始進行轉投資，創建許多子公司，形成太平洋電線電纜集團，其中包括1966年創建的華新電線電纜公司。華新公司是由孫法民、翁明昌與焦廷標共同出資創立，最初由翁明昌與孫法民輪流擔任董事長，焦廷標擔任副董事長。1980年，因為存在競業關係，孫法民將太平洋電線電纜集團中的麗華海運併入華新公司，改稱華新麗華公司。
1986年，因為家族接班等問題，太平洋電線電纜集團進行分拆：由孫法民家族為主的太平洋電線電纜集團中，分拆出章民強家族為主的太平洋建設集團，以及焦廷標家族為主的華新麗華集團。
焦廷標利用華新麗華本業賺到的資本，轉投資於股市、房地產與其他子公司，獲得很好的成績。但是焦廷標自1977年開始，罹患肝病，身體狀況不佳。
1986年，因為肝病轉劇，焦廷標將華新麗華的經營權交給其長子焦佑鈞、次子焦佑倫，自己退居幕後。因為多角化經營策略，華新麗華逐漸發展成華新麗華集團，焦佑鈞負責華邦電子，焦佑倫掌管華新麗華，三子焦佑衡負責華科事業群，四子焦佑麒掌管瀚宇彩晶。
1989年，焦廷標病情康復，但仍然只擔任華新麗華集團榮譽董事長。
1992年，焦廷標在江蘇江陰開設江陰華新鋼纜公司，將事業擴展到中國大陸。
2018年11月7日，於晚間18時12分辭世，享耆壽94歲。

## 家庭
其妻洪白雲，兩人生有四子一女，其子焦佑鈞、焦佑倫、焦佑衡、焦佑麒，其女焦佑慧，
其第三代孫子女輩共有18位。